# آرشي جيبسون
آرشي جيبسون (4 سبتمبر 1877 في المملكة المتحدة - 29 يوليو 1943 في كينيا) (بالإنجليزية: Archie Gibson)‏ هو لاعب كريكت بريطاني (وحمل سابقاً جنسية المملكة المتحدة لبريطانيا العظمى وأيرلندا). لعب مع نادي مقاطعة ساسكس للكريكت ‏.

## وصلات خارجية
- آرشي جيبسون على موقع إي آس بي آن كريك إنفو (الإنجليزية)